# Течение Арнольда–Бельтрами–Чайлдресса
Течение Арнольда-Бельтрами-Чайлдресса (ABC) или течение Громеки-Арнольда-Бельтрами-Чайлдресса (GABC) представляет собой трёхмерное несжимаемое поле скоростей, которое является точным решением уравнения Эйлера. Его представление в декартовых координатах следующее:
{\displaystyle {\dot {x}}=A\sin z+C\cos y,}
{\displaystyle {\dot {y}}=B\sin x+A\cos z,}
{\displaystyle {\dot {z}}=C\sin y+B\cos x,}
где {\displaystyle ({\dot {x}},{\dot {y}},{\dot {z}})} является материальной производной лагранжева движения частицы жидкости, расположенной в точке {\displaystyle (x(t),y(t),z(t))}.
Этот поток ABC был проанализирован Dombre и др. в 1986, которые дали ему название ABC, потому что этот пример был независимо представлен Арнольдом (1965) и Чилдрессом (1970) как интересный класс потоков Бельтрами. Для некоторых значений параметров, например, {\displaystyle A=B=0}, этот поток очень прост, поскольку траектории частиц представляют собой винтовые линии. Однако при некоторых других значениях параметров эти потоки эргодичны и траектории частиц всюду плотны. Последний результат является контрпримером к некоторым утверждениям традиционных учебников по механике жидкости о том, что вихревые линии либо замкнуты, либо не могут заканчиваться в жидкости. То есть, поскольку для потоков ABC имеем {\displaystyle \omega =\lambda v}, вихревые линии совпадают с траекториями частиц и они также везде плотны для некоторых значений параметров A, B и C.
Оно примечательно как простой пример потока жидкости, который может иметь хаотические траектории. Также оно является простым точным решением трёхмерных бессиловых уравнений равновесия плазмы.
Оно названо в честь Владимира Арнольда, Эухенио Бельтрами и Стивена Чайлдресса. Имя Ипполита С. Громеки (1881) исторически забыто, хотя большая часть обсуждений была сделана им первым.